# Memecylon chevalieri
Memecylon chevalieri är en tvåhjärtbladig växtart som beskrevs av André Guillaumin. Memecylon chevalieri ingår i släktet Memecylon och familjen Melastomataceae. Inga underarter finns listade i Catalogue of Life.